# Althegnenberg
Althegnenberg est une commune de Bavière (Allemagne), située dans l'arrondissement de Fürstenfeldbruck, dans le district de Haute-Bavière.